# 青洲坊大廈
青洲坊大廈 （葡萄牙語：Edifício do Bairro da Ilha Verde）是澳門房屋局轄下的一個經濟房屋項目，前身是青洲木屋區，位於澳門半島青洲大馬路地段，由乘風土木工程顧問有限公司監察建築設計，中國建築工程(澳門)有限公司 / 振華海灣工程有限公司承建。是澳门其中一個由特區政府全資興建的經屋項目，也是運輸工務司司長劉仕堯「後萬九」計劃首個項目。
該項目由五座樓高34層住宅樓宇、3樓為私人活動平台、1樓及2樓社會設施、地面的地面花園、商鋪、巴士總站及地下5層停車場所組成，共提供2,356個經濟房屋單位，1,427私傢車公共停車位及1,628摩托車公共停車位。
該項目原計劃於2017年起入伙，但受超強颱風天鴿對工程帶來嚴重破壞，加上受防火閘醜聞而需要大規模更換工程影響導致不同方面的延誤，使居民於2019年起陸續入伙。

## 歷史

### 青洲坊木屋區發展初期
青洲坊大廈前身為青洲坊木屋區，於1887年起由澳葡殖民地政府經過大量填海造地而成。

### 青洲坊木屋區大火
青洲坊木屋區曾經發生三次大火，分別是1950年、1955年和1989年，三次大火都造命傷亡。

### 青洲坊木屋區拆遷計劃
澳葡政府於1989年起展開青洲坊拆遷計劃，1995年更宣佈於木屋區興建公共房屋，2008年起開始展開收地，到2010年出現不同的強拆事件，甚至在坊內發生流血衝突。
2006年4月中旬，不少青洲坊木屋居民期望「免費一屋換一屋」，但相關要求被證明是一個「偽問題」，連該木屋區的居民也都承認「不切實際」。所謂「免費一屋換一屋」事件，除了是當時的澳葡政府翻譯錯誤，要負上部份責任之外，一些政客推波助瀾甚至是煽風點火，更應負上主要責任。所謂「免費一屋換一屋」的說法，是由發展商負責向每戶木屋居民提供價值十萬元以上的經濟房屋單位，等於每平方米木屋發展商須付出二千元以上。
2010年12月30日凌晨，房屋局發聲明，強烈譴責於坊內發生的暴力行為，並即時採取措施，房屋局要求發展商在清拆木屋時，必須事前通報，並在房屋局及警方人員在場的情況下，才能進行木屋清拆。12月29日，其中一戶家團與發展商達成搬遷協議並同意清拆木屋，而下午在房屋局及警方人員在場下，該木屋順利清拆。房屋局於同日中午接到發展商通報，第08-147號木屋家團已和發展商達成搬遷協議並同意清拆木屋，而下午在房屋局及警方人員在場的情況下，該木屋已順利清拆，期間青洲坊眾互助會代表亦有到場。 考慮該木屋家團為有居住困難的弱勢家團，房屋局正審核其家團是否符合社會房屋法例的例外情況租賃社屋，而在等候期間，該木屋家團同意遷入發展商提供的臨時居所。 房屋局重申在青洲坊木屋清遷問題上，發展商要妥善與木屋居民磋商清拆及補償事宜，並嚴格遵守以理性，以及在安全的條件下清遷，避免衝突事件再次發生；並且需加大青洲坊地段上的相關管理工作以杜絕類似事件出現。 同時，房屋局至今按序安排了54個經初步審核合資格購買經屋的木屋家團前來補交文件及揀樓，已有46個完成揀樓，4個需合併申請，1個沒有前來，2個仍需審核，1個改為申請租賃社屋，局方繼續跟進有關工作。
2010年，收地限期迫近，強拆事件不斷。木屋戶指稱，有人未談補償，趁深夜開挖泥機強拆木屋，斷水斷電。最後，甚至在青洲坊內發生流血衝突。房屋局滿口”責成”，實則置身事外，被指縱容發展商霸王硬上弓。發展商未能出示，法庭頒佈的拆遷令，涉嫌違規清拆，手段令人質疑，為社會人士所不恥。2011年，工務局聲稱，為免政府回收土地與發展商展開漫長訴訟，”最重要是從公共利益出發”，不想影響北區道路網和經屋興建進度，決定不處罰發展商，向發展商批給一塊等值地段作為補償。
2011年1月，街總青洲坊會總結參與青洲坊木屋搬遷工作，指出政府未能有效督促發展商適時發展土地，嚴重阻礙西北區整體發展，凸顯執行力不足。至於清拆過程中出現暴力，他認為政府有責任，發展商有責任，居民有責任，社團也有責任。

### 興建過程
2012年5月24日，青洲坊第1、2及3地段動工，當中第1、2地段為"後萬九"公屋首個計劃。
2012年12月27日，建設辦宣佈青洲坊第1及2地段公共房屋 (即青洲坊大廈) 正式動工。
2013年6月24日，特區公報頒佈第41/2013號運輸工務司司長批示，以租賃制度及免除公開競投方式，將一幅位於澳門半島，鄰近青洲大馬路，稱為青洲坊“1”及“2”地段的土地批給予房屋局。
2013年7月8日，特區政府公報中刊登第206/2013號行政長官批示，將青洲坊第1及第2地段項目正式命名為“青洲坊大廈”，兩房及三房共2,011個經濟房屋單位的售價及補貼比率。房屋局於7月9日起向獲甄選家團寄出揀樓通知信，並分批安排於7月29日起參觀位於青洲社屋之示範單位；8月5日起則按序安排家團代表往房屋局選購單位。
2013年8月5日，首批獲甄選家團往房屋局揀選經濟房屋單位，首批75個獲甄選選擇三房經濟房屋單位之家團中，有70個家團報到，已揀選68個經濟房屋單位。
2017年8月23日，超強颱風天鴿重創澳門，位於青洲坊第1及2地段公共房屋工程遭受不同程度的嚴重破壞。2017年9月，政府更宣佈該工程項目出現延誤。建設發展辦公室轄下之公共工程有不同程度的損毀，現正加緊進行清理善後。其中地庫停車場出現嚴重水浸，由於大部分機電設備受水浸影響損毁，未能達到驗收標準，需重新更換或修復，以致影響驗收程序及交付時間，經初步評估預約修復工作需時半年。
2018年，該項目主體工程完工，但2019年上旬，該項目被爆出防火閘等消防設施不符合政府消防安全規格，政府宣佈該工程項目再度出現延誤。

### 青洲坊大廈完工後時期
2018年6月27日，房屋局對青洲坊大廈共11間商舖租賃進行公開招標，均位於青洲坊大廈地下，其中8間為一般商業用途、1間為飲食店（非明火煮食）、1間銀行及1間超級市場，有關商舖之實用面積由21平方米至619.64平方米，投標底價由澳門幣5,500元至126,500元。
2018年8月8日，進行公開口頭競價，11間商舖租賃的公開招標合共收到109份投標申請，除用途為飲食店（非明火煮食）及超級市場外，一般商業用途的商舖初步擬經營便利店、裝修、五金零售、蔬果雜貨類零售等。
2018年11月19日，房屋局按序安排首批約480戶青洲坊大廈經濟房屋預約買受人，支付樓款及領取單位鎖匙。預約買受人即日起可按其家團情況作出入住安排。為做好青洲坊大廈經濟房屋預約買受人（俗稱準業主）的上樓準備，房屋局於10月與選購該大廈的家團簽訂買賣預約合同，以及收集相關家團的“繳付樓款方式”，以便縮短上樓時間。
2019年8月1日，位於青洲坊大廈地庫一至四層的「青洲坊大廈停車場」正式開放使用。
2019年8月17日，位於青洲坊大廈地面層的「青洲坊總站」正式開始運作。
2019年9月18日，房屋局對該建築4間商舖租賃作公開招標，其中3間為一般商業用途、1間為超級市場，有關商舖之實用面積由21平方米至619.64平方米，投標底價由澳門幣5,500元至126,500元。
2019年下旬至2020年上半年，大廈居民開始陸續入伙。
2020年3月19日，「青洲坊大廈護老設施裝修工程」進行公開開標，該設施位於鄰近何賢紳士大馬路一側的群樓二樓社會設施，面積約4,650平方米，裝修作護老中心用途，並設有康復治療室、護理室、綜合活動室以及職員辦公室等配套設施。預計該年第三季動工。
2021年7月1日，位於青洲坊大廈內的市政署青洲坊活動中心正式啟用。
2024年9月30日，位於大廈第二座1樓的青洲坊圖書館啟用，取代原位於青洲和樂坊大馬路281號美居廣場第2期4樓的青洲圖書館。

## 社會設施及商鋪
青洲坊大廈地面層有商鋪，包括餐廳、外賣店及一間連續式大型超級市場，社會設施包括社區服務站、社區活動中心、托兒中心及老人中心等等。
| 樓層分佈 | |
| 4F-34F   | 住宅單位樓宇（5座） |
| 3F       | 平台花園 |
| 2F       | 社會設施（社會工作局社會工作中心、青洲老人中心／長者院舍／家居護養暨照顧者支援服務、教業中學教育協進會托兒所）                                                                 |
| 1F       | 社會設施（市政署社區服務站及青洲坊活動中心、勞工事務局職業培訓中心、青洲坊會、澳門明愛危機支援服務綜合中心、澳門平安通呼援服務中心、街總長者關懷服務網絡辦事處、青洲坊圖書館） |
| GF       | 公共巴士總站／治安警察局北區警司處分站／大型超級市場（新花城超級市場）／房屋局辦事處／社會設施／商鋪單位／青洲坊大廈停車場收費處                                               |
| B1F-B5F  | 青洲坊大廈公共停車場（輕型車輛 及 電單車） |

## 鄰近建築
- 青洲衛生中心
- 青怡大廈
- 青茂口岸

## 爭議

### 防火閘不符合規格之醜聞
- 2019年1月，運輸工務司司長羅立文自爆青洲坊大廈防火閘不符合消防規章，事件引起澳門廉政公署作出調查，同時導致該項目再度延遲入伙日期。[29]
- 2021年3月19日，澳門廉政公署公布《關於青洲坊大廈防火捲閘的調查報告》，未發現有證據顯示任何部門或機關，在更換青洲坊大廈防火捲閘的後加工程中存在不法行為，亦未發現工程判給在程序上違反合法性原則，且造價亦符合當時市場價格，未見明顯行政違法或行政不當狀況。但廉署質疑更換防火捲閘的必要性，認為未見相關部門或機關致力循其他途徑尋求解決辦法，最終浪費總值400多萬澳門元剛完成安裝的防火捲閘。廉署批評，事件突顯公共部門之間的協調與合作問題，當中房屋局沒有嚴格履行《經屋法》所賦予的統籌協調的角色；工務局、消防局從頭至尾沒有將彼等對防火捲閘的耐火級別標準，與建設辦或房屋局溝通；工務局、消防局亦沒有向建設辦指出可以替代方案滿足有關防火安全的法律要求，使青洲坊大廈建築工程彷彿在散沙一盤的狀態下，經歷了審批、施工、補救的各個階段。相關部門或機關對自身權限的法律認知不足，以及部門之間各自為政，缺乏溝通而導致信息孤島的情況，值得有關部門及整個特區政府重視[30]。

## 外部連結
- 澳門廉政公署關於青洲坊大廈防火捲閘的調查報告 （页面存档备份，存于）
- 青洲坊公共房屋第1及2地段建造項目 （页面存档备份，存于）